# Petr Majer (1944)
Petr Majer (27. prosince 1944 Bílina – 12. ledna 2024, Jablonec nad Nisou) byl český fotbalový útočník (levé křídlo) a trenér.
Jeho kariéra byla spjata především s Jabloncem, působil zde hráčsky a poté jako trenér mládeže, juniorky a B-mužstva. Od roku 1993 byl vedoucím A-mužstva Jablonce, což platilo i v sezoně 2021/22. Je tchánem bývalého brankáře a předsedy FAČR Miroslava Pelty.
Zemřel po delší nemoci 12. ledna 2024, byl pohřben v Jablonci 19. ledna.

## Hráčská kariéra
Začínal v rodné Bílině, odkud v necelých 18 letech přestoupil do druholigového Slovanu Teplice. Během základní vojenské služby hrál za táborskou Duklu, kde mu ve čtyřčlenném útoku spoluhráči byli mj. Štibrányi, Kantor a Kára. Po vojně přestoupil do Jablonce nad Nisou, kde na přelomu 60. a 70. let patřil k oporám druholigového týmu, kterému dvakrát jen těsně unikl postup do I. ligy (1968/69 a 1970/71). Jako hráč se v Jablonci nejvyšší soutěže nedočkal, jeho vrcholovou kariéru ukončilo zranění kolene, které utrpěl v roce 1973.

## Trenérská kariéra
Od roku 1975 trénoval jabloneckou mládež, juniorku a také divizní B-mužstvo. V sezoně 1994/95 byl asistentem Josefa Pešiceho u prvoligového A-mužstva.